# Francesco Manuel Bongiorno
Francisco Manuel Bongiorno, né le 1er septembre 1990 à Reggio de Calabre, est un coureur cycliste italien.

## Biographie
Considéré parmi les coureurs italiens les plus prometteurs après ses performances dans les catégories de jeune, il rejoint l'équipe Bardiani en 2013, où il reste quatre saisons. En 2016, il vit une année difficile, où il souffre de dépression et de troubles de l'alimentation.
Il se retrouve sans équipe en 2017 et envisage alors de mettre fin prématurément à sa carrière. Il signe finalement en mars avec Sangemini-MG.Kvis d'Angelo Baldini. Il espère alors prendre un nouveau départ dans sa carrière.
En 2017, il remporte le Tour d'Albanie et une étape. Il n'est néanmoins pas conservé à la fin de l'année et met un terme à sa carrière. Il revient toutefois sur sa décision en intégrant la formation Neri Sottoli-Selle Italia-KTM en 2019. 

## Palmarès

### Par année
- 2008
  - Tre Ciclistica Bresciana :
    - Classement général
    - 2e étape

  - 3e étape du Giro della Lunigiana
- 2010
  - Coppa Placci
  - Trophée Alvaro Bacci
  - Ruota d'Oro
  - Trofeo San Serafino
  - 2e du Giro del Casentino
  - 3e de la Coppa Fiera di Mercatale
  - 3e du Trophée Adolfo Leoni
  - 3e du Mémorial Filippo Micheli
  - 3e du Tour de la Vallée d'Aoste
- 2011
  - 3e de la Coppa Varignana
  - 3e du Trophée de la ville de Conegliano
- 2012
  -  Champion d'Italie sur route espoirs
  - Trophée Riccardo Galardi
  - 3e étape de Toscane-Terre de cyclisme
  - Gran Premio Palio del Recioto
  - 2e étape du Giro delle Valli Cuneesi
  - Trofeo Festa Patronale
  - 2e du Gran Premio La Torre
  - 2e de la Coppa Varignana
  - 3e de Toscane-Terre de cyclisme
  - 3e du Giro delle Valli Cuneesi
  - 3e de la Coppa Città di San Daniele
- 2013
  - 2e des Trois vallées varésines
  - 3e de la Semaine cycliste lombarde
- 2014
  - 3e étape du Tour de Slovénie
  - 3e du Grand Prix de l'industrie et de l'artisanat de Larciano
- 2017
  - Tour d'Albanie :
    - Classement général
    - 4e étape

### Résultats sur les grands tours

#### Tour d'Italie
4 participations 
- 2013 : 71e
- 2014 : 59e
- 2015 : 60e
- 2016 : 109e

### Classements mondiaux
| Année           | 2010 | 2011 | 2012 | 2013 | 2014 | 2015 | 2016 | 2017 |
| --------------- | ---- | ---- | ---- | ---- | ---- | ---- | ---- | ---- |
| UCI Europe Tour | 148e | 995e | 131e | 31e  | 67e  | 339e | 843e | 261e |